# Елизабет (Пенсилванија)
Елизабет (енгл. Elizabeth) град је у америчкој савезној држави Пенсилванија.

## Демографија
По попису из 2010. године број становника је 1.493, што је 116 (-7,2%) становника мање него 2000. године.
| Група             | 2000.         | 2010.         |
| Белци             | 1.523 (94,7%) | 1.359 (91,0%) |
| Афроамериканци    | 58 (3,6%)     | 73 (4,9%)     |
| Азијати           | 3 (0,2%)      | 3 (0,2%)      |
| Хиспаноамериканци | 4 (0,2%)      | 19 (1,3%)     |
| Укупно            | 1.609         | 1.493         |